# جون ريتشاردسون (لاعب كريكت)
جون ريتشاردسون (بالإنجليزية: John Richardson)‏ (8 مايو 1935 - ) هو لاعب كريكت جنوب أفريقي. لعب مع نادي الشماليين للكريكت ‏.